# Zosteropoda clementei
Zosteropoda clementei là một loài bướm đêm thuộc họ Noctuidae. Nó được tìm thấy ở đảo San Clemente ở California.